# Thomas Henry Huxley
Thomas Henry Huxley (4. květen 1825, Londýn, Anglie – 29. červen 1895, Eastbourne, Sussex) byl anglický lékař a biolog, zastánce Darwinovy evoluční teorie. Jako první v roce 1869 pojmenoval agnosticismus, jehož byl také zastáncem. Za to si vysloužil přezdívku Darwinův buldok. Je držitelem Darwinovy, Wollastonovy i Linného medaile. Je po něm pojmenován kráter Huxley na přivrácené straně Měsíce a kráter Huxley na Marsu.
Podle Huxleyho je agnosticismus důslednou aplikací principu, který patří mezi základní axiomy moderní vědy: „… ve věcech myšlení následujte vlastní rozum až tam, kam vás zavede, bez ohledu na cokoliv jiného… Ve věcech myšlení neberte za jisté úsudky, jež nejsou či nemohou být prokázány.“
Huxley je také znám jako jeden z prvních vědců, kteří se již v 60. letech 19. století zabývali myšlenkou, že ptáci vznikli přímo z menších dravých dinosaurů (jak ukázal objev "praptáka" rodu Archaeopteryx).

## Dílo
výběr
- The Oceanic Hydrozoa (1859)
- On Our Knowledge of the Causes of the Phenomena of Organic Nature (1862)
- Evidence as to Man's Place in Nature (1863)
- Lectures on the Elements of Comparative Anatomy (1864)
- Lessons in Elementary Physiology (1866)
- A Manual of the Anatomy of Vertebrated Animals (1871)
- A Course of Practical Instruction in Elementary Biology (1875)
- Physiography (1877)
- A Manual of the Anatomy of Invertebrated Animals (1877)
- Introductory Science Primer (1880)
- The Crayfish: An Introduction to the Study of Zoology (1880)

- Collected Essays, 9 vol. (1893–94) - publikováno jako:
  - Lay Sermons, Addresses, and Reviews (1870)
  - Critiques and Addresses (1873)
  - American Addresses (1877)
  - Science and Culture (1882)
  - Social Diseases and Worse Remedies (1891)
  - Essays upon Some Controverted Questions (1892)